# Michael Somogyi

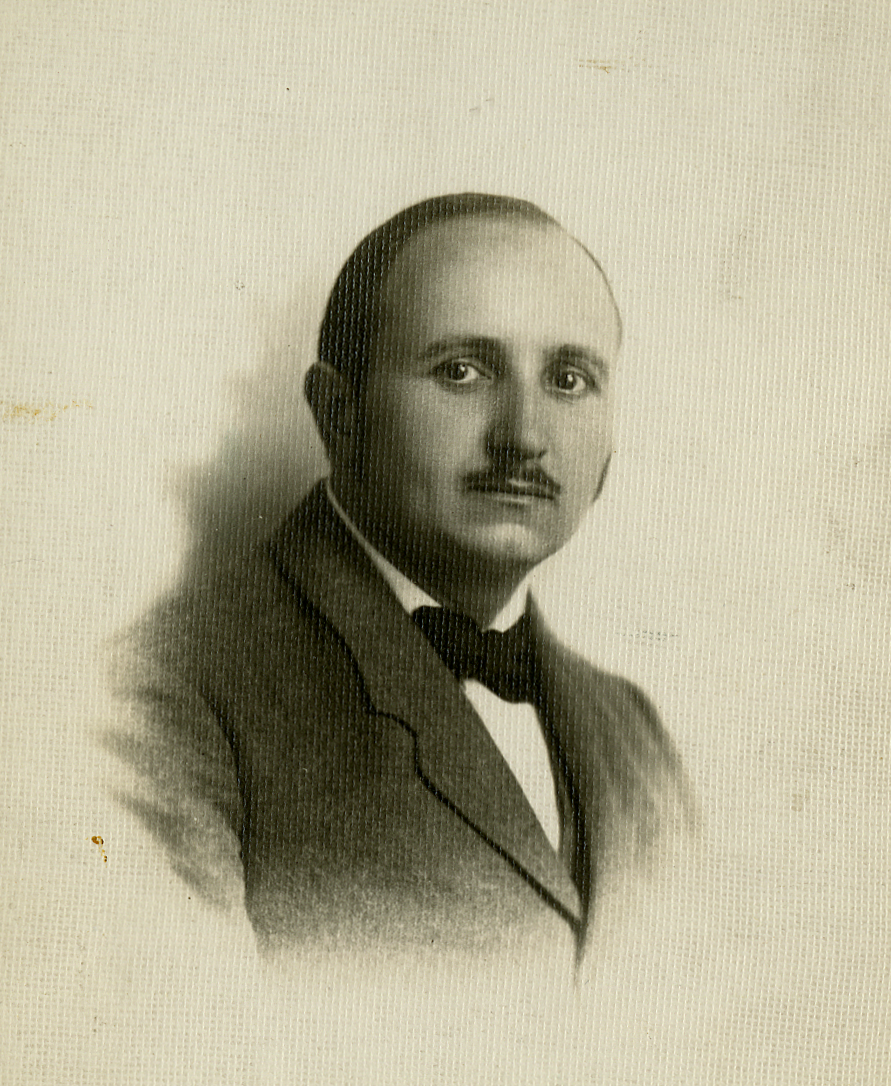
Michael Somogyi (um 1920)

Michael Somogyi (* 7. März 1883 in Zsámánd, Felsőőrvidék; † 21. Juli 1971 in St. Louis) war ein ungarisch-amerikanischer Biochemiker. Er wurde insbesondere durch seine Arbeiten über den Diabetes mellitus bekannt und entdeckte 1938 den heute nach ihm benannten Somogyi-Effekt.

## Leben
Somogyi studierte bis 1905 Chemie an der Universität Budapest und ging dann in die Vereinigten Staaten von Amerika. Nach anfänglichen Schwierigkeiten bei der Arbeitssuche bekam er eine Assistentenstelle für Biochemie am Medical College der Cornell University, wo er bis 1908 tätig war. Anschließend ging er zurück nach Budapest und wurde leitender Chemiker des städtischen Labors. 1914 wurde ihm der Doktorgrad von der Budapester Universität verliehen. 1922 überredete ihn sein ehemaliger Kollege von der Cornell University, P. A. Schaffer, in die Vereinigten Staaten zurückzukehren, um an der Medical School der Washington University in St. Louis Biochemie zu unterrichten. 1926 wurde er leitender Chemiker am Jewish Hospital in St. Louis, wo er bis zu seiner Pensionierung 1957 tätig war. 1926 entwickelte er eine Methode zur Blutzuckerbestimmung. Sein besonderes Interesse galt fortan dem Diabetes mellitus. 1938 präsentierte er auf einem Kongress erstmals die Theorie, dass eine Insulintherapie selbst einen instabilen Diabetes auslösen kann. 1940 entwickelte er eine Methode zur Bestimmung der Serum-Amylase.
Somogyi starb 1971 an einem Schlaganfall.